# Moncler
Die Moncler S.p.A. ist ein italienisches Modebekleidungsunternehmen mit französischen Wurzeln, das vor allem für seine Daunenjacken im oberen Preissegment international bekannt ist.

## Unternehmensgeschichte

### Französische Wurzeln
1952 gründete der französische Unternehmer und Hersteller von Bergsportartikeln René Ramillon die Firma Moncler, deren Namen er von seinem Heimatdorf, Monestier-de-Clermont, ableitete. Anfangs entwickelte der befreundete Sportartikelhändler und Skilehrer André Vincent aus dem benachbarten Grenoble wattierte Schlafsäcke, Camping-Zelte und einen gefütterten Anorak für das Unternehmen. Trotz des schmalen Portfolios hatte das Unternehmen zu einer Zeit, in der das Phänomen des „Urlaubmachens“ der breiten Gesellschaft aufkam, wirtschaftlichen Erfolg und die Produkte wurden bei den Kunden nach Ramillon als Les Ramy bekannt. Das Logo des Unternehmens zierte der stilisierte Mont Aiguille. Bereits 1954 wurden die ersten Daunenjacken, für die das Unternehmen später Synonym sein sollte, für Bergarbeiter im alpinen Fabrikbetrieb produziert. Anfang der 1950er Jahre wandte sich der französische Bergsteiger Lionel Terray an Ramillon und ließ von ihm unter dem Namen Moncler pour Lionel Terray eine Reihe hochfunktionaler Daunenoveralls, Handschuhe und Schlafsäcke für extrem kalte Klimazonen produzieren, die auf Terrays Expeditionen getestet und verbessert wurden. 1954 wurden die Moncler-Dauenjacken als Ausrüstung für die Karakorum-Expedition der Italiener Achille Compagnoni und Lino Lacedelli ausgewählt, die als Erste den K2 bestiegen. 1955 stellte Moncler die Daunenjacken der französischen Makalu-Expedition mit Lionel Terray zur Verfügung. Auf Terrays Alaska-Expedition 1964 war Moncler der Ausrüster. Bei den Olympischen Winterspielen 1968 in Grenoble war Moncler der offizielle Ausstatter des französischen Alpinski-Teams. Zu dieser Zeit wurde der bis heute verwendete, stilisierte Hahn ins Logo des Unternehmens aufgenommen. 1972 entwickelte Moncler in Zusammenarbeit mit dem französischen Skiteam eine leichtere Version der Daunenjacke, die u. a. Schulterklappen aus Leder aufwies, damit die Skier geschultert werden konnten, ohne die Jacke zu beschädigen. Mit der immer größer werdenden Bedeutung des touristischen Wintersports ab den 1970er Jahren erlebte auch Moncler zunehmend wirtschaftlichen Aufschwung. In den 1980er Jahren wandelte sich Moncler endgültig vom Hersteller professioneller Bergsteigerausrüstung zur Lifestyle-Marke. Aus ursprünglich praktisch-technologischer Funktionsbekleidung wurde mit der Zeit modische Sportswear; allerdings war das Portfolio auf die Wintermode begrenzt. 1999 schließlich wurde eine komplette Modekollektion unter dem Namen Moncler präsentiert.

### Moncler wird italienisch
Bereits 1992 hatte die italienische Pepper Industries S.p.A. (damals Teil der inzwischen insolventen Fin.Part-Gruppe), welche auch in Lizenz für Cerruti produzierte, die Mehrheit an Moncler übernommen. Kreativchef wurde der Pepper-Designer Remo Ruffini. 2003 kaufte Ruffini 51 % von Moncler; 25 % verblieben bei Pepper und 24 % bei der Vela Financial Holding. Infolge passte Ruffini die eingesetzten Materialien und Stoffe, unter Einbezug modischer Aspekte, an die moderne Zeit an und entwickelte anhand der Archive des Unternehmens aktuelle Variationen der traditionellen Daunenjacken, speziell auch für Damen. Moncler wurde endgültig zum Statussymbol, sowohl auf der Skipiste als auch der winterlichen Großstadt und darüber hinaus eine ganzjährige Lifestyle-Marke.

### Unternehmenskennzahlen

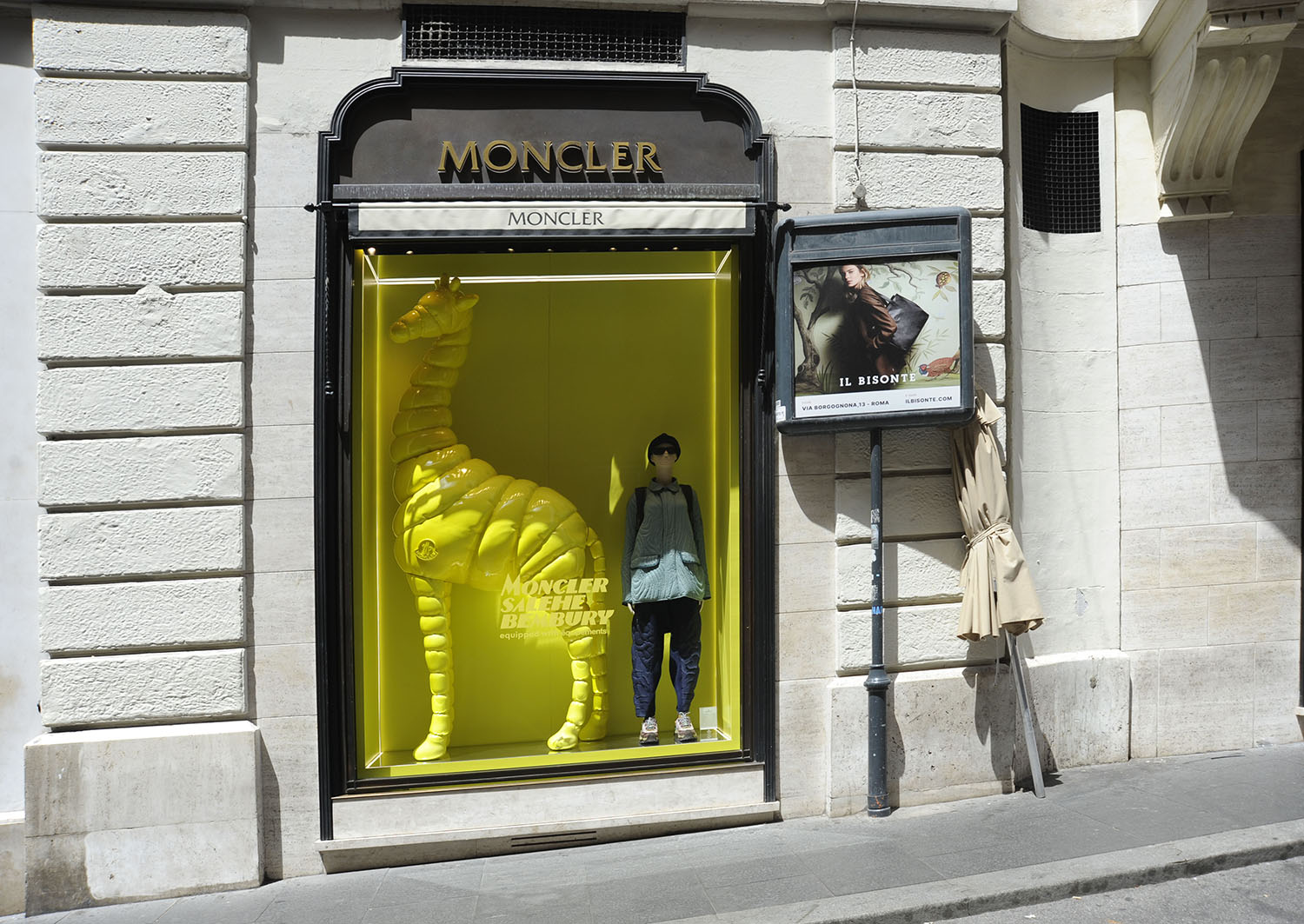
Moncler-Geschäft in der Via Condotti Rom

2005 übernahm Ruffini mit anderen Investoren Pepper Industries und damit die restlichen Anteile an Moncler. Fin.Part ging 2005 in die Insolvenz. 2008 erwarb der europäische Zweig der Carlyle Group 48 % der Anteile an Moncler. Das Unternehmen, das zu diesem Zeitpunkt etwa 400 Millionen US-Dollar wert war, wurde danach von der aus Remo Ruffinis Firma Ruffini Partecipazioni S.r.l., der Carlyle Group und weiteren Aktionären bestehenden neu gegründeten Investorengruppe Fuori dal Sacco (deutsch Aus dem Sack) komplett übernommen. Die 2008 neu gegründete Moncler S.r.l. fungierte seither als Mutterkonzern, zu dem unter anderem zu 100 % die Industries S.p.A. (bis 2008: Pepper Industries) als Herstellungsunternehmen gehörte.
In der Moncler S.r.l. waren neben Moncler die Bekleidungsfirmen Henry Cotton’s (1978 gegründet), Marina Yachting (1972 gegründet) und Coast+Weber+Ahaus (1999 gegründet) sowie die Lizenz für die Sportswearmarke 18CRR81 von Cerruti (1992 gegründet) angesiedelt. Mitte 2011 wurde das französische Beteiligungsunternehmen Eurazeo für eine Kaufsumme von 418 Millionen Euro Hauptaktionär bei Moncler. Ende 2011 gehörte das Unternehmen den Anteilseignern Eurazeo (45 %, davon 32,3 % Eurazeo und 12,7 % Eurazeo Partners), Remo Ruffini (32 %), Carlyle (17,8 %), Brands Partners 2 (5 %) und Sergio Buongiovanni [Geschäftsführer von Industries SpA] (0,25 %). Ab 2011 wurde der Börsengang des Unternehmens in den Raum gestellt.
Moncler besaß Ende 2011 weltweit 60 eigene Ladengeschäfte, unter anderem in exklusiven Wintersportgebieten wie St. Moritz, Gstaad, Verbier, Crans-sur-Sierre, Megève, Chamonix, Cortina d’Ampezzo, Courmayeur, Kitzbühel, Salzburg oder Aspen, aber auch in Großstädten wie Paris, London, Rom, Mailand, Osaka, Seoul, Shanghai oder Hongkong. Mitte 2010 wurde eine Moncler-Boutique auf der Münchner Maximilianstraße eröffnet. Ende 2010 kamen Geschäfte in New York City, Chicago und Zermatt hinzu. Bis 2024 wuchs die Zahl der eigenen Geschäfte auf 286 an.

### Börsengang 2013
Im Oktober 2013 bestätigte Moncler die Ausgliederung der Untermarken Henry Cotton’s, Marina Yachting und Coast+Weber+Ahaus sowie der Lizenzmarke 18CRR81 in die neu gegründete Industries Sportswear Company S.p.A. Letztere wurde mit allen vier Marken im November 2013 an den italienischen Hersteller Cavalieri Brands verkauft, an dem die Moncler S.p.A. allerdings zu 30 % beteiligt ist und der mehrheitlich der britischen Beteiligungsgesellschaft Emerisque Brands gehört. Am 16. Dezember 2013 erfolgte schließlich der erfolgreiche Börsengang der Moncler S.p.A. Die Moncler S.r.l. wurde damit eingestellt beziehungsweise in Moncler S.p.A. umbenannt. Am ersten Handelstag stiegen die Moncler-Aktien über 40 % in die Höhe; CEO Remo Ruffini wurde über Nacht zum Milliardär.

### Stone Island
Ende 2020 kündigte Moncler an, für 1,15 Milliarden Euro die Anteilsmehrheit des italienischen Konkurrenten Stone Island zu übernehmen.

## Kollektionen
Zu der Hauptkollektion Moncler für Damen, Herren und Kinder gesellte sich 2006 eine exklusivere, teurere Designerkollektion für Damen, Moncler Gamme Rouge, die zunächst von der ehemals bei Gucci und Miu Miu beschäftigten Designerin Alessandra Facchinetti sowie ab 2008 von Giambattista Valli, der zuvor für Fendi, Krizia und Ungaro gearbeitet hatte und sein eigenes Modelabel besitzt, kreiert wurde. 2009 folgte das vom amerikanischen Modedesigner Thom Browne, der auch für sein eigenes Modelabel kreiert, entworfene Pendant für Herren, Moncler Gamme Bleu. Beide Gamme-Kollektionen wurden 2018 eingestellt.
Moncler arbeitet weiterhin mit externen Designern zusammen: 2006 wurde in Kooperation mit Fendi deren Spy Bag Handtaschen-Modell in einer Auflage von 500 Stück im Moncler-Stil angeboten. Bei den Modenschauen in Mailand im Januar 2010 lancierte das Unternehmen Moncler für Herbst/Winter 2010 die Moncler V Linie, eine im Vintage-Stil gehaltene und auf Archiv-Kollektionen des Hauses Moncler der 1950er und 1960er Jahre basierende Herren-Kollektion, die vom Designer des japanischen Streetwear-Labels Visvim, Hiroki Nakamura, kreiert wurde. Im Jahr zuvor war die Damenkollektion Moncler S, entworfen von der japanischen Modeschöpferin Chitose Abe, welche ihr eigenes Label Sacai führt und zuvor für Comme des Garçons arbeitete, auf den Markt gebracht worden. Des Weiteren wurde Moncler 365 angekündigt, eine Kollaborationskollektion mit dem japanischen Modelabel Comme des Garçons, für die es auch ein temporäres eigenes Ladengeschäft in Tokio gab. Während der New York Fashion Week im Februar 2010 präsentierte Moncler erstmals die Kollektion Moncler Grenoble, eine vom eigenen Designteam kreierte Wintersportkollektion für Damen und Herren.
Anfang 2018 strukturierte Moncler diese Unter- und Gastdesigner-Kollektionen unter dem Namen Genius Project neu und nummerierte sie mit den Ziffern 1 bis 8 durch: 1 Moncler Pierpaolo Piccioli, 2 Moncler 1952, 3 Moncler Grenoble, 4 Moncler Simone Rocha, 5 Moncler Craig Green, 6 Moncler Noir Kei Ninomiya, 7 Moncler Fragment Hiroshi Fujiwara, 8 Moncler Palm Angels.
Ehemalige Kollektionen:
- Moncler Gamme Rouge – hochpreisige Designerkollektion von Giambattista Valli für Damen (vorgestellt bei der Paris Fashion Week), 2006–2018
- Moncler Gamme Bleu – hochpreisige Designerkollektion von Thom Browne für Herren (vorgestellt bei der Mailänder Modewoche), 2009–2018; für die Saisons H/W 2014 und F/S 2015 um Damenbekleidung erweitert[19]
- Moncler Collide – Kooperationskollektion mit dem Künstler Greg Lauren
- Moncler S – feminine Damenkollektion in Kooperation mit der japanischen Designerin Chitose Abe, von 2009 bis 2013
- Moncler V – Herrenkollektion im Retrostil in Kooperation mit dem japanischen Designer Hiroki Nakamura, von Anfang 2010 bis Ende 2011
- Moncler R (Future Heritage) – Herrenkollektion im Outdoor-Stil in Kooperation mit dem britischen Designer Christopher Ræburn, von 2012 bis 2013
- Moncler W – in grau gehaltene Herrenkollektion mit funktionaler Freizeitkleidung von Yosuke Aizawa (Designer der Modemarke White Mountaineering), 2013 bis 2015
- Moncler E – Kooperationskollektion für Damen mit dem kanadischen Designer Erdem Moralioğlu und seiner Modermarke ERDEM, 2015
- Moncler A – Kooperationskollektion im Streetwear-Stil für Herren mit dem französischen Designer Alexandre Mattiussi und seiner Modemarke AMI, 2015
- Moncler 365 – für ein Jahr (365 Tage) konzipierte Modekollaboration mit Comme des Garçons mit temporärem Ladengeschäft in Tokio, von 2010 bis 2011[20]

## Markenpiraterie
Spätestens seit Ende der 1990er Jahre wird das Unternehmen Moncler, ähnlich wie Louis Vuitton und andere bekannte Luxusmarken, mit unzähligen und im Ausmaß ständig zunehmenden Fälschungen der eigenen Produkte durch Markenpiraten, vornehmlich aus China, konfrontiert. Die Nachahmer richten dafür neben dem Verkauf auf dem Schwarzmarkt bevorzugt unzählige Webseiten mit Onlineshops ein, die in der Internetadresse oftmals das Wort „moncler“ enthalten. Im Gegenzug hat die Firma Moncler zahlreiche Initiativen ergriffen, um die Masse an Produktfälschungen einzudämmen. Zudem hat Moncler in der Vergangenheit zahlreiche UDRPs gegen Online-Händler geführt und warnt seine Kunden generell vor dem Kauf von Moncler-Produkten bei unautorisierten Händlern. Seit 2008 arbeitet Moncler mit einem italienischen Sicherheitsunternehmen zusammen, das eine Technik anbietet, mit der durch an Original-Moncler-Produkten angebrachten Zahlencodes die Authentizität des Produkts vom Käufer überprüft werden kann.